# Вихара в Пахарпуре
Сомапура Махавихара — крупнейшая по размерам буддийская вихара на Индийском субконтиненте. Расположена на севере Бангладеш в местечке Пахарпур. В буддийской традиции связана с именем великого проповедника Атиши.
В центре сооружения — традиционная ступа, вокруг которой в квадрат вписаны 177 монашеских келий. Общая площадь памятника превышает 85 тыс. м². Окружающая монастырь стена облицована терракотовыми пластинками с изображениями Будды.
Археологи установили, что вихара была построена буддийским владыкой Дхармапалой (781—821) из династии Пала. В XI веке её предали огню пришельцы с запада (Ванга). Впоследствии монастырь был восстановлен, но с приходом в регион ислама его окончательно забросили.
В конце XX века ЮНЕСКО привлекло внимание учёной общественности к полузабытому памятнику индийского буддизма и выделило несколько миллионов долларов на его реставрацию. В 1985 г. великая пахарпурская вихара была внесена в перечень Всемирного наследия.

## История
В годы правления династии Пала в восточной части Индийского субконтинента, включающей Бенгалию и Магадху, появилось множество буддистских монастырей — вихар. Среди них, согласно тибетским источникам, было пять крупнейших — это махавихары, которые можно сравнить с университетами: Викрамашила, Наланда, Сомапура, Ондатапури и Джагаддала. Все они поддерживались государством, активно общались между собой и тесно сотрудничали в изучении дхармы Будды; учёные монахи нередко переходили из одной махавихары в другую.
Время создания монашеской общины и постройки монастырского комплекса точно не известно. При археологических раскопках в Пахарпуре были найдены печати с надписью Shri-Somapure-Shri-Dharmapaladeva-Mahavihariyarya-bhiksu-sangghasya, что позволяет отнести дату основания общины Сомапуры ко временам во времена правления Дхармапалы (бенг. ধর্মপাল), второго царя из династии Пала (примерно с 781 по 821 год). Тибетоязычные источники, включая переводы на тибетский «Дхармакаявидхи» и «Мадхьямаки Ратнапрадипы», исторические труды Таранатхи («Pag-Sam-Jon-Zang»), говорят о том, что здания вихары были построены при следующем правителе из той же династии — Девапале (бенг. দেবপাল) (810—850 гг.) после завоевания им Варендры. Однако в надписи на колонне в Пахарпуре указан пятый год правления наследника Девапалы — царя Махендрапалы (бенг. মহেন্দ্রপাল); это примерно 850—854 годы. Таранатха также указывает, что при царе Махипале (бенг. প্রথম মহীপাল) (995—1043 гг.) в Сомапуре Махавихаре был проведён ремонт.
В XI веке царь Джатварма из бенгальской династии Варман нападал на Варендру из-за враждебного отношения к королю Дивье из касты Махишья (бенг. মাহিষ্য) (Кайварта) и к буддизму. Нападение было отбито; по всей видимости, атакующим не удалось даже нанести существенный урон противнику, однако в Сомапуре армия Джатвармы устроила пожар, уничтоживший часть вихары.
В то время, когда духовный наставик Атиши — Ратнакара Шанти — исполнял обязанности стхавиры вихары, монах Махапандитачарья Бодхибхадра жил в этой же вихаре, и несколько других известных учёных монахов — Каламахапада, Вирендра, Карунашримитра и другие — провели в Сомапуре Махавихаре значительное время. С IX по XII век множество тибетских монахов посещали Сомапуру.
Во второй половине XII века, в период правления династии Сена, вихара пришла в окончательный упадок. Исследователь Дутт Сукумар (Dutt Sukumar) отметил, что «На руинах храма и монастырей в Пахапуре нет никаких заметных следов крупномасштабного разрушения. Падение учреждения — в результате ухода [людей] или разрушения — должно быть произошло однажды среди широко распространившихся беспорядков и вынужденных переселений, случившихся в результате мусульманского вторжения».

## Архитектура

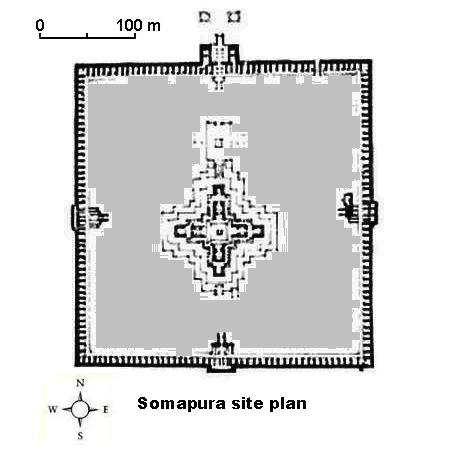
План памятника

Дошедшие до наших дней и найденные руины буддистского монастырского комплекса расположены на площади 11 гектар. Это был важный интеллектуальный центр не только для буддистов, но и для последователей других дхармических традиций: джайнизма, индуизма. Площадь внутри ограды — 8,5 га; там располагались 177 келий, многочисленные ступы, храмы и вспомогательные сооружения. С наружной стороны ограды сохранились терракотовые пластины с изображениями, показывающими влияние этих трёх религий.
Это самая большая площадь земельного участка среди известных махавихар. Согласно Сукумару Дутту  (Sukumar Dutt), архитектурной доминантой монастырского комплекса был храм, который сильно напоминал индуистско-буддийские храмы Бирмы, Явы и Камбоджи, воспроизводя крестообразный цоколь, террасированное строение, встроенные комнаты и пирамидальную форму. Среди наиболее похожих вихар он же отмечает Прамбанан на Яве.

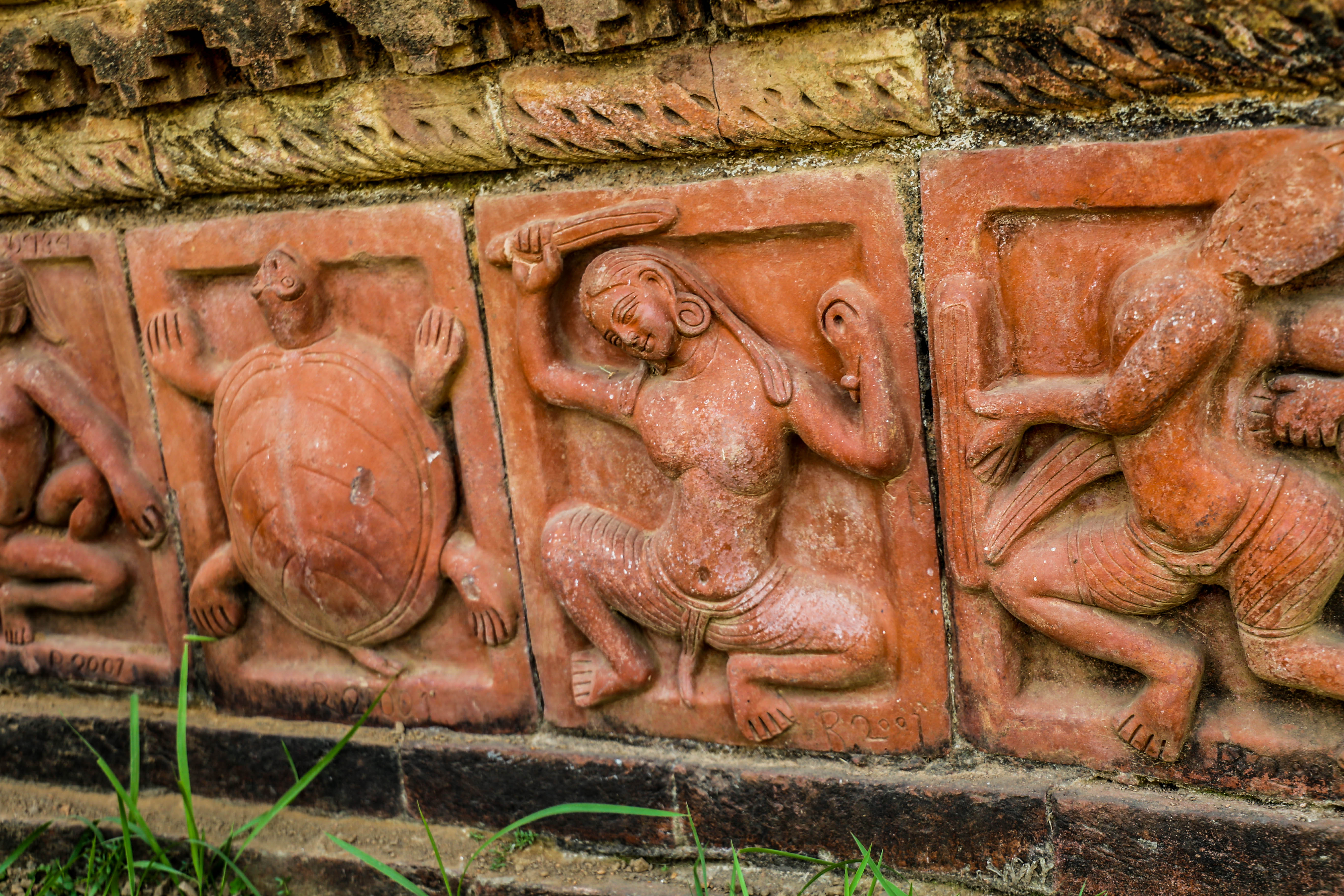
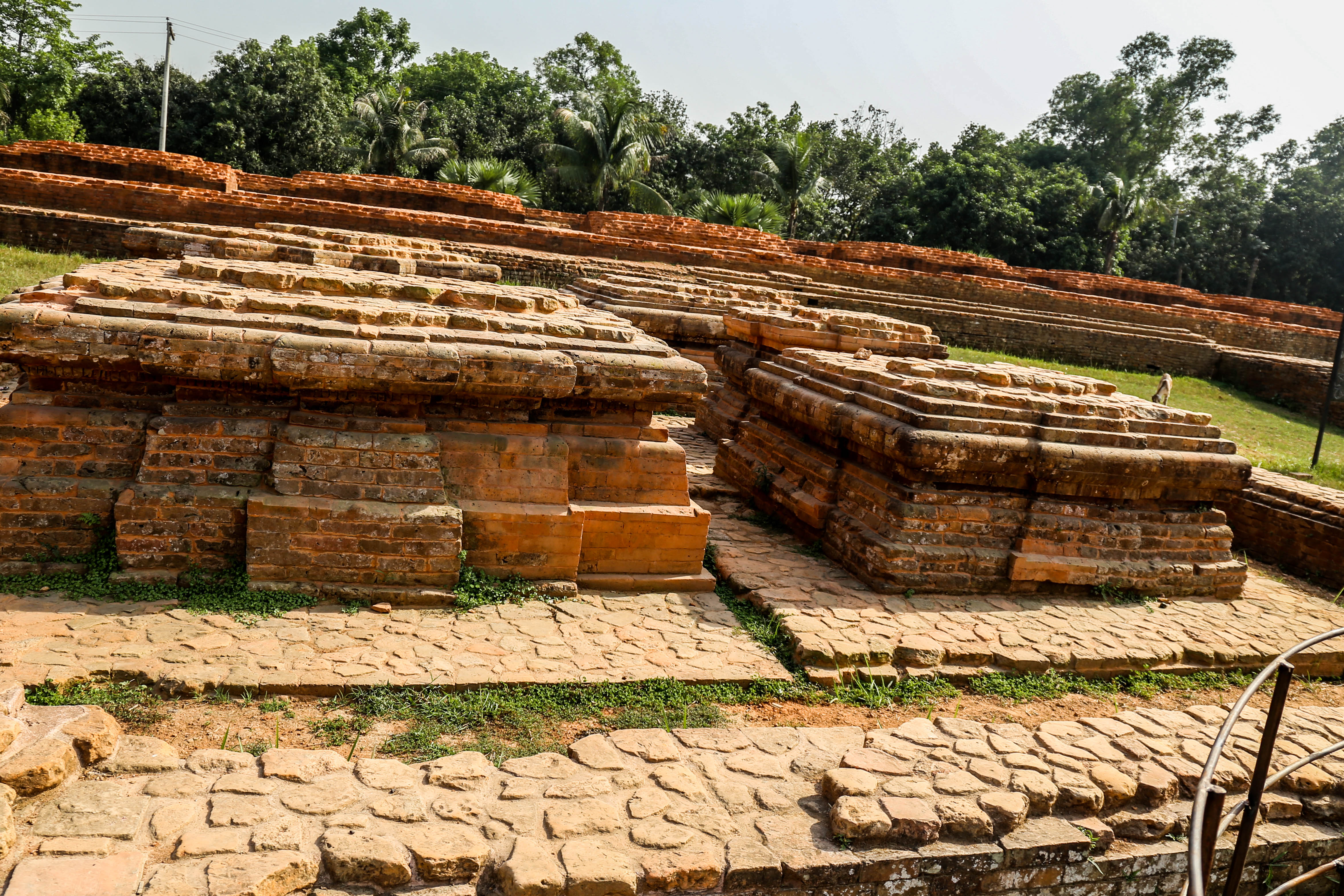
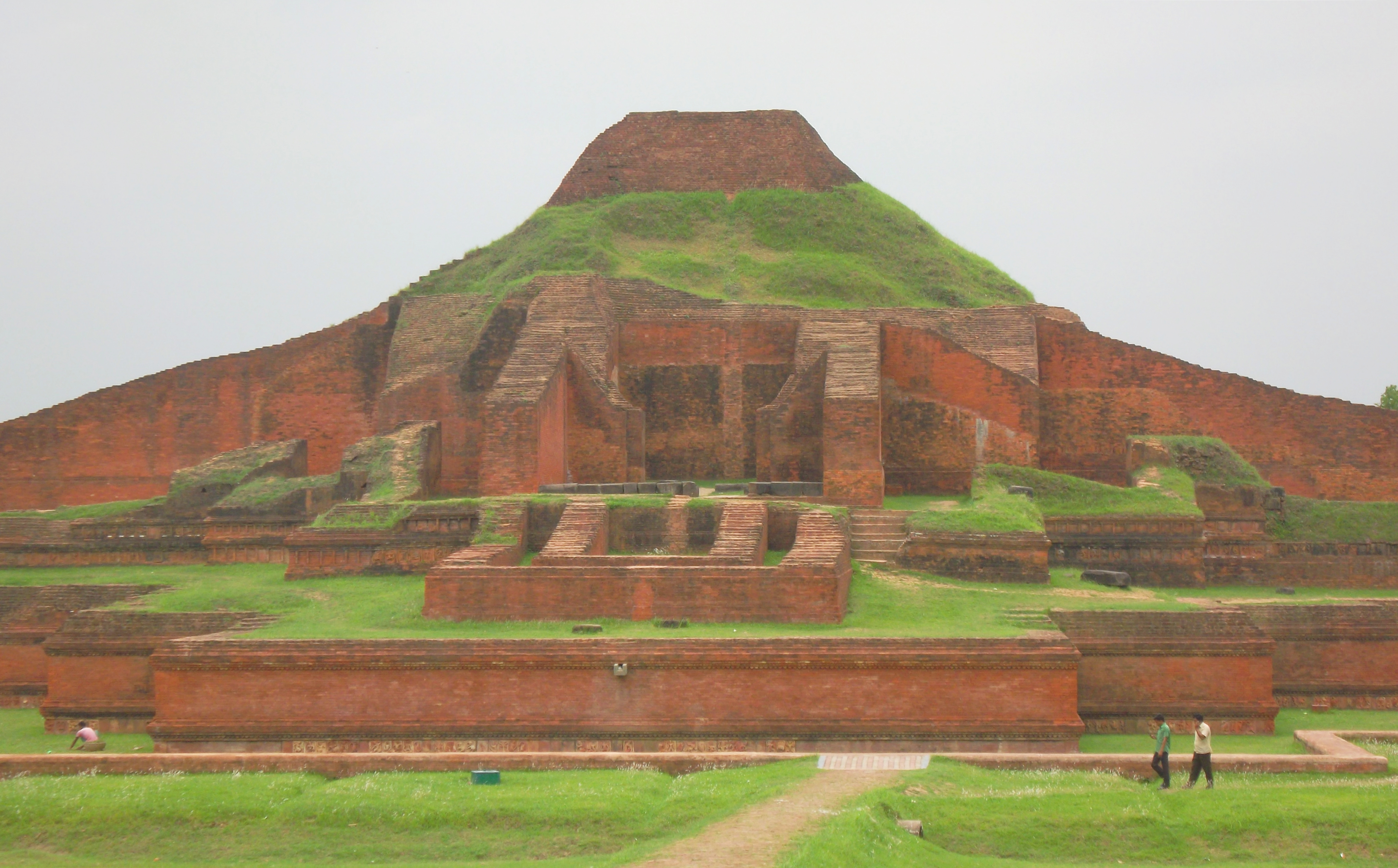

## Список литературы
- Dutt, Sukumar. Buddhist Monks and Monasteries of India: Their History and Their Contribution to Indian Culture (англ.). — Delhi: Motilal Banarsidass, 1988. — ISBN 978-81-208-0498-2.